# 바하라트
바하라트(아랍어: بهارات)는 중동 지역의 배합 향신료이다.

## 이름
아랍어 "바하라트(بهارات)"는 향신료라는 뜻이다.

## 사진 갤러리

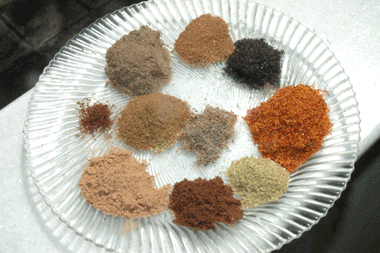
페르시아만 지역의 바하라트 재료: 건라임, 사프란, 깟씨, 쿠민, 후추, 고추, 계피, 정향, 소두구, 육두구

## 같이 보기
- 라스 엘하누트
- 자타르